# Kabinett Brandenburg-Manteuffel
Das Kabinett Brandenburg-Manteuffel bildete vom 8. November 1848 bis 6. November 1850 das von König Friedrich Wilhelm IV. berufene preußische Staatsministerium. Friedrich Wilhelm IV. hatte mit diesem Kabinett eine klar konservativ-antirevolutionäre Regierung ernannt. Die Preußische Nationalversammlung wurde zunächst nach Brandenburg an der Havel verlegt und am 5. Dezember 1848 aufgelöst. Friedrich Wilhelm IV. oktroyierte nun eigenmächtig eine Verfassung. Der Amtsantritt dieses Kabinetts kennzeichnet den Beginn der Reaktionsära in Preußen.
| Amt                                                    | Name |
| ------------------------------------------------------ | --- |
| Ministerpräsident, Äußeres                             | Friedrich Wilhelm von Brandenburg, Außenminister: 8. November 1848 – 22. Februar 1849, 30. April 1849 – 21. Juli 1849 (jeweils interim) |
| Äußeres                                                | Heinrich Friedrich von Arnim-Heinrichsdorff-Werbelow, 22. Februar 1849 – 30. April 1849 Alexander von Schleinitz, 21. Juli 1849 – 26. September 1850 Joseph von Radowitz, 26. September 1850 – 3. November 1850 Otto Theodor von Manteuffel, ab 3. November 1850 (interim) |
| Finanzen                                               | Ludwig Samuel Kühne, 8. November 1848 – 23. Februar 1849 (interim) Rudolf von Rabe, ab 23. Februar 1849 |
| Geistliche, Unterrichts- und Medizinal-Angelegenheiten | Adalbert von Ladenberg |
| Handel, Gewerbe und öffentliche Arbeiten               | Adolf von Pommer Esche, 8. November – 4. Dezember 1848 (interim) August von der Heydt, ab 4. Dezember 1848 |
| Justiz                                                 | Gustav Wilhelm Kisker, 8. – 11. November 1848 Wilhelm Rintelen, 11. November 1848 – 10. April 1849 Ludwig Simons, ab 10. April 1849 |
| Inneres                                                | Otto Theodor von Manteuffel |
| Landwirtschaft                                         | Otto Theodor von Manteuffel (interim) (als Innenminister) |
| Krieg                                                  | Karl Adolf von Strotha, 8. November 1848 – 27. Februar 1850 August von Stockhausen, ab 27. Februar 1850 |